# Neuer Friedhof Belgrad
Koordinaten: 44° 48′ 34″ N, 20° 29′ 14″ O

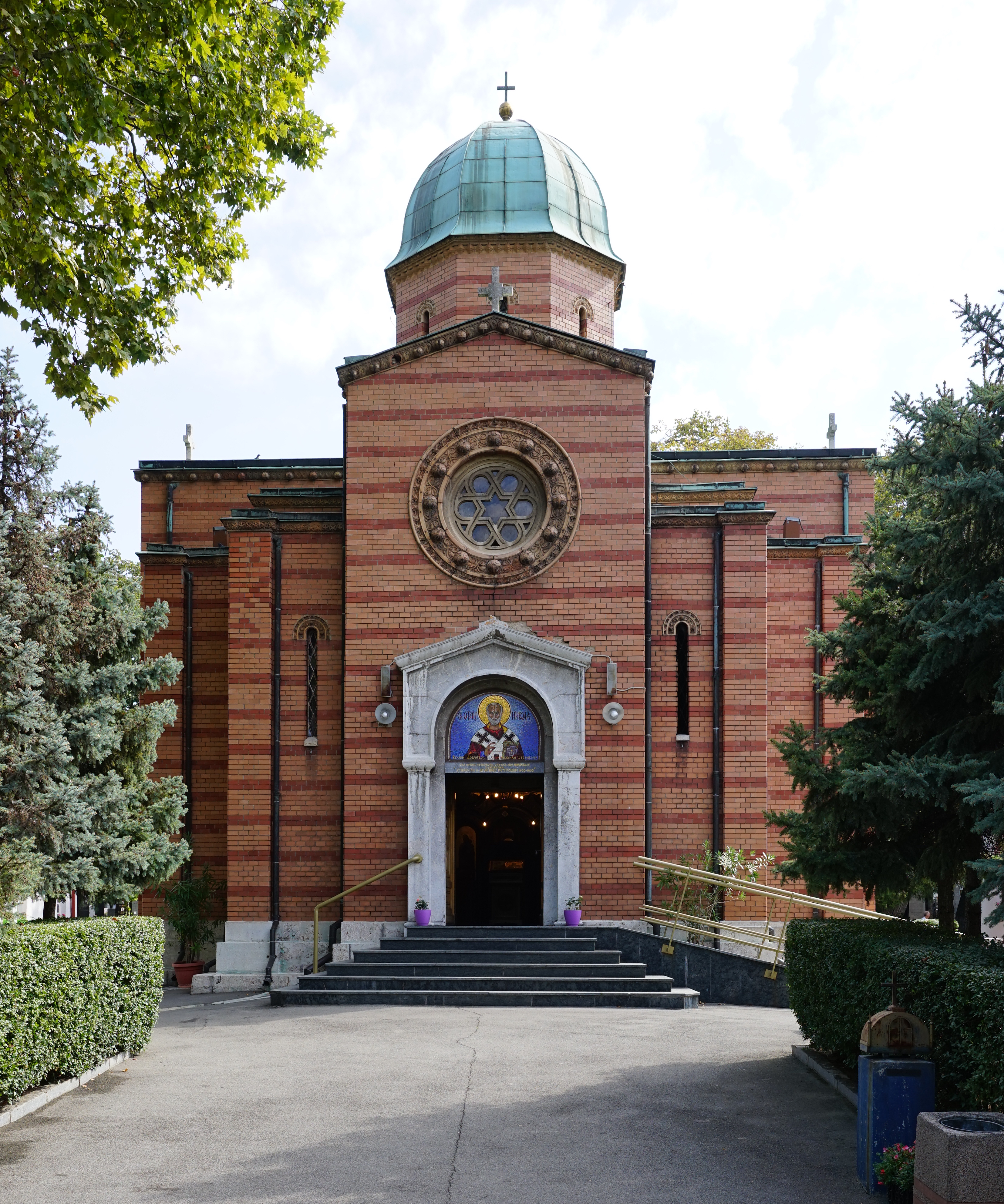
St.-Nikolas-Kirche auf dem Neuen Friedhof in Belgrad (Blick nach Osten, 2019)

Der Neue Friedhof (serbisch Ново гробље Novo groblje) in Belgrad wurde 1886 angelegt und ist damit der dritte christliche Friedhof in Belgrad. Es ist zudem der erste architektonisch und städtebaulich geplante Friedhof in Serbien. Er befindet sich westlich der Ulica Ruzveltov. Direkt gegenüber befindet sich der Jüdische Friedhof von Belgrad und der Friedhof der Befreier Belgrads im Zweiten Weltkrieg.

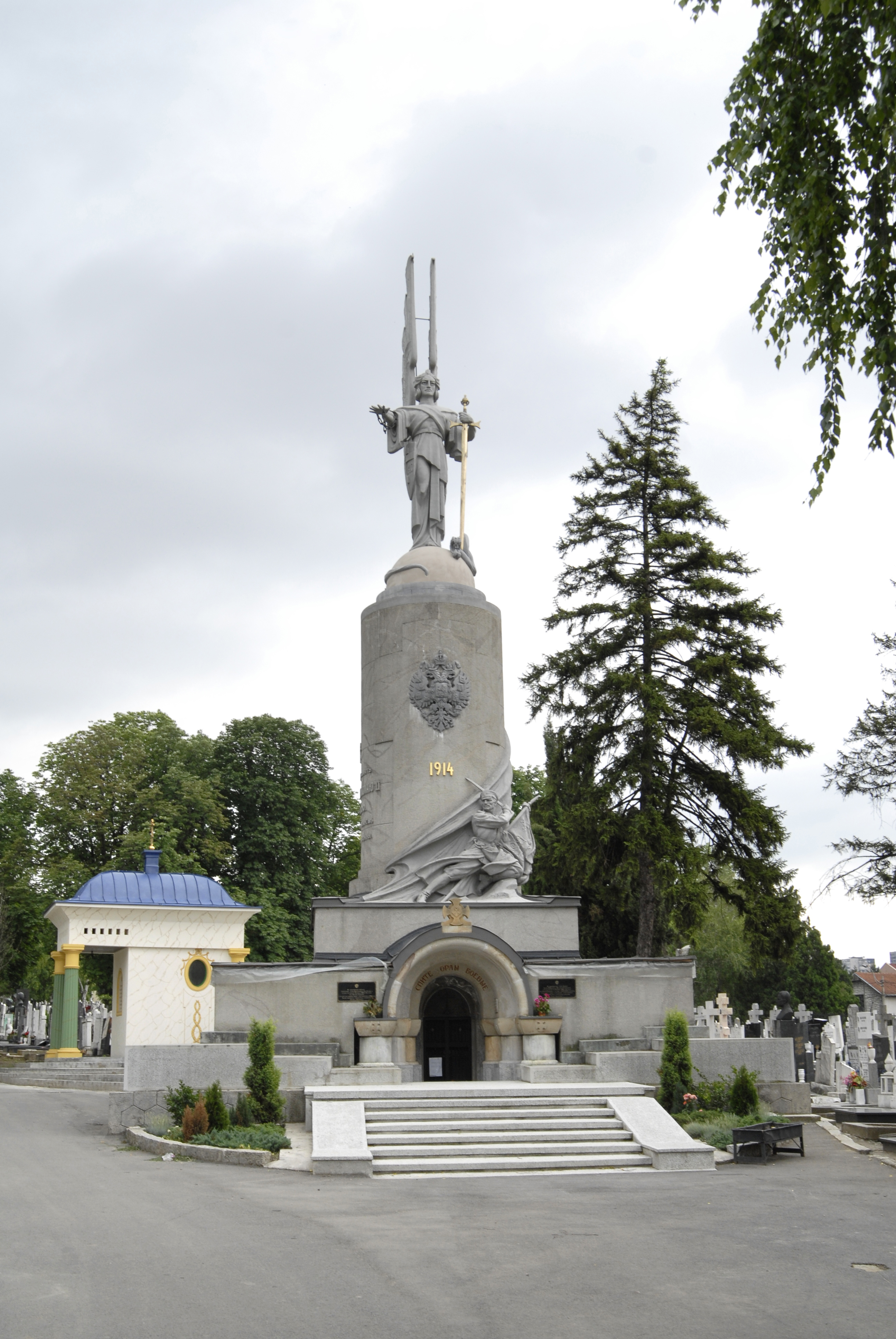
Denkmal für Russische Soldaten (1935)

Anfangs wurden auf dem Friedhof nur Mitglieder der serbisch-orthodoxen Gemeinde bestattet. Zwischen den Weltkriegen stellte man den Friedhof auch anderen Konfessionen zur Verfügung. Schon ab der Oktoberrevolution wurden spezielle Bereiche für die Gemeinde der russischen Emigranten reserviert. Es gibt zudem alliierte, britische, französische und italienische Militärfriedhöfe. Es existiert ein Denkmal von 1935 mit der Inschrift „Ewiges Gedenken an Zar Nikolaus II. und 2.000.000 Russische Soldaten des Großen Krieges“.
Auf dem Friedhof in zentraler Lage befindet sich die St.-Nikolas-Kirche des Architekten Svetozar Ivačković, die 1893 erbaut wurde.

## Lage
Der Friedhof befindet sich auf der westlichen Straßenseite der Ulica Ruzveltov, einer der großen Hauptstraßen in Belgrad, im Stadtteil Zvezdara, südöstlich der Altstadt. Im Süden wird er durch die Svetog Nicole und im Osten durch den Severin Bulevar begrenzt.

## Besondere Grabstätten

### Arkaden
An den Arkaden sind unter anderem Nikola Pašić und Svetlana Velmar-Janković begraben.

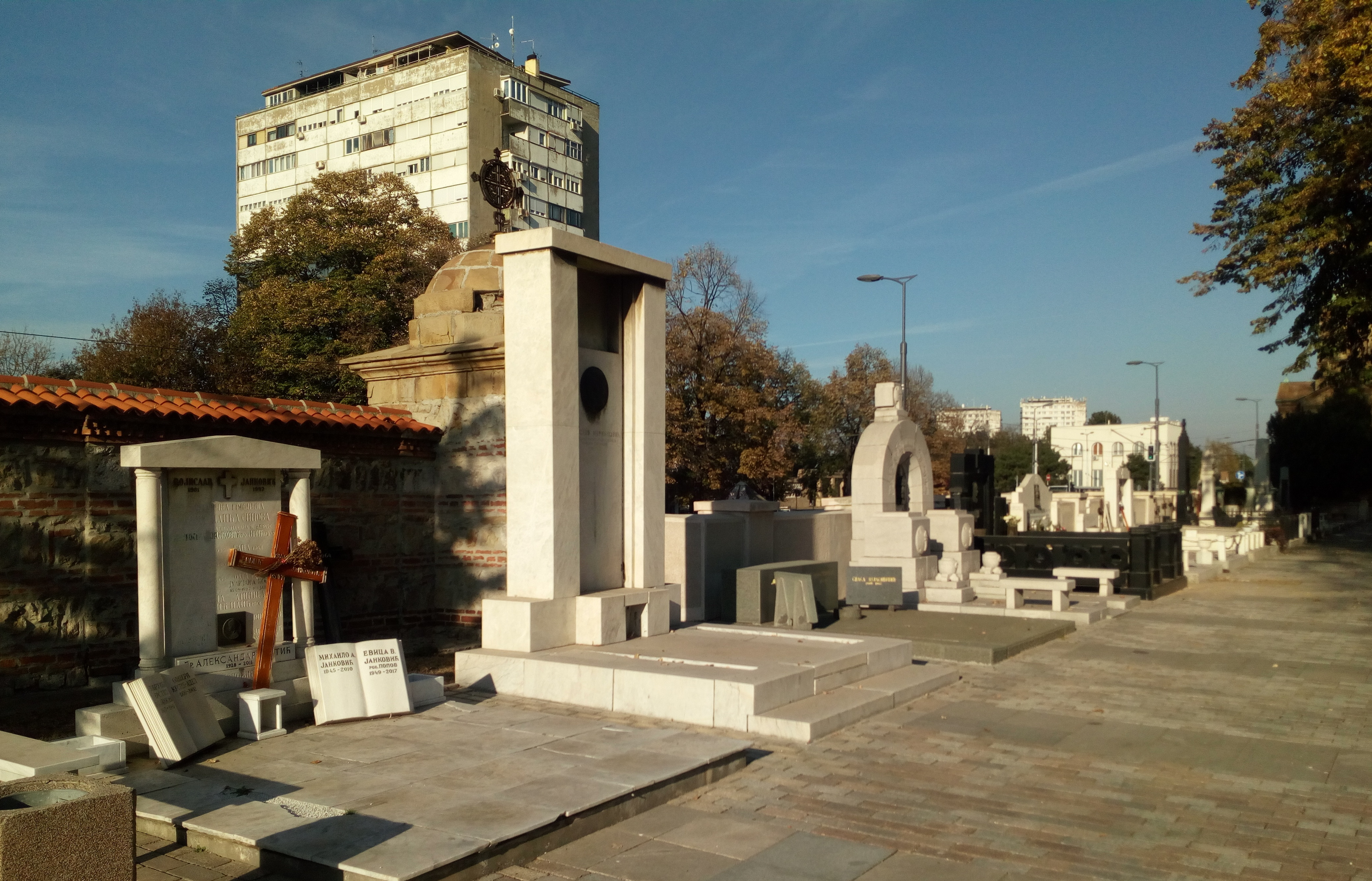
Ansicht der Arkaden
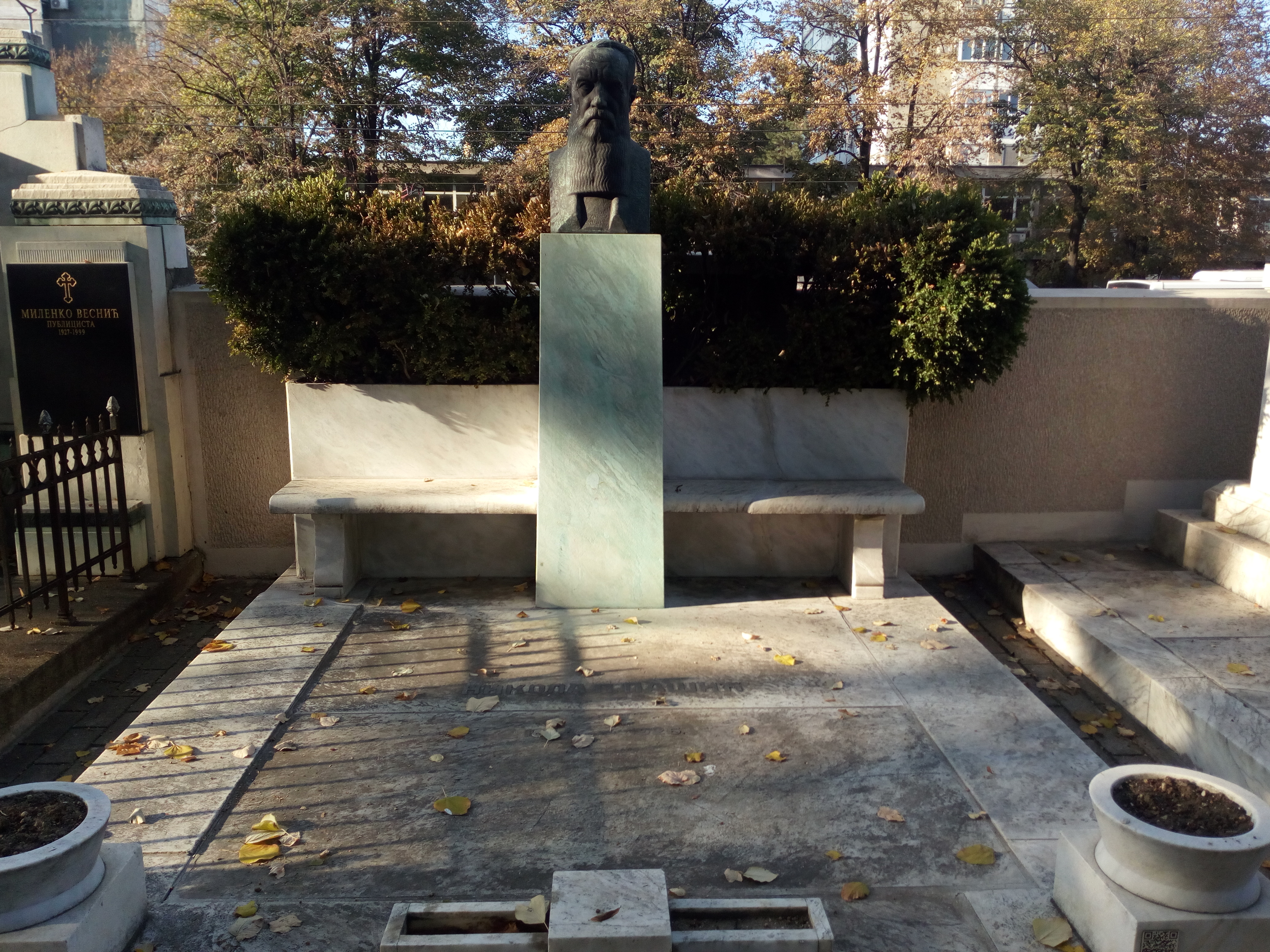
Grab von Nikola Pašić

### Allee der Großen
Die Allee der Großen wurde im 19. Jahrhundert angelegt. Es handelt sich dabei um verlegte Gräber des aufgelösten Tašmajdan-Friedhof. In der Allee der Großen liegen unter anderem Petar Kočić, Radomir Putnik, Živojin Mišić, Jovan Cvijić, Branislav Nušić, Slobodan Jovanović, Stevan Hristić, Milunka Savić, sowie Svetozar Gligorić begraben.

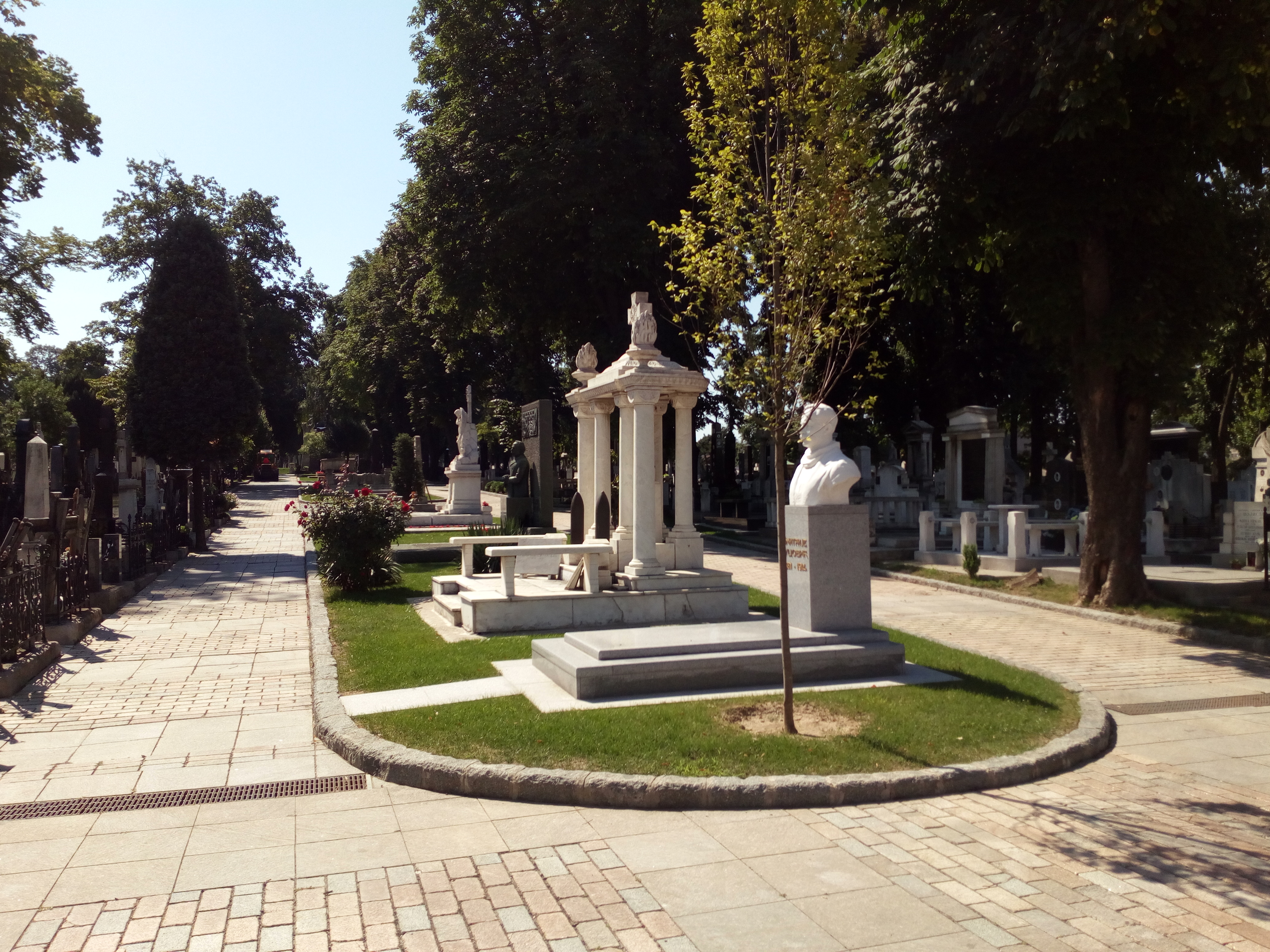
Ansicht der Allee der Großen
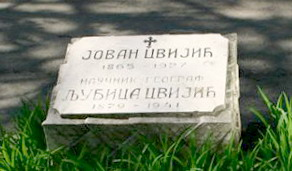
Grab von Jovan Cvijić

### Allee herausragender Bürger
Die Allee herausragender Bürger wurde 1965 angelegt. Hier ruhen unter anderen Paja Jovanović, Radivoj Korać, Petar Lubarda, Ivo Andrić, Miloš Crnjanski, Dušan Radović, Branko Ćopić, Stjepan Bobek, Miodrag Bulatović, Vasko Popa, Nenad Bogdanović, Rade Marković, Olivera Marković, Mihajlo Mihajlov und viele weitere.

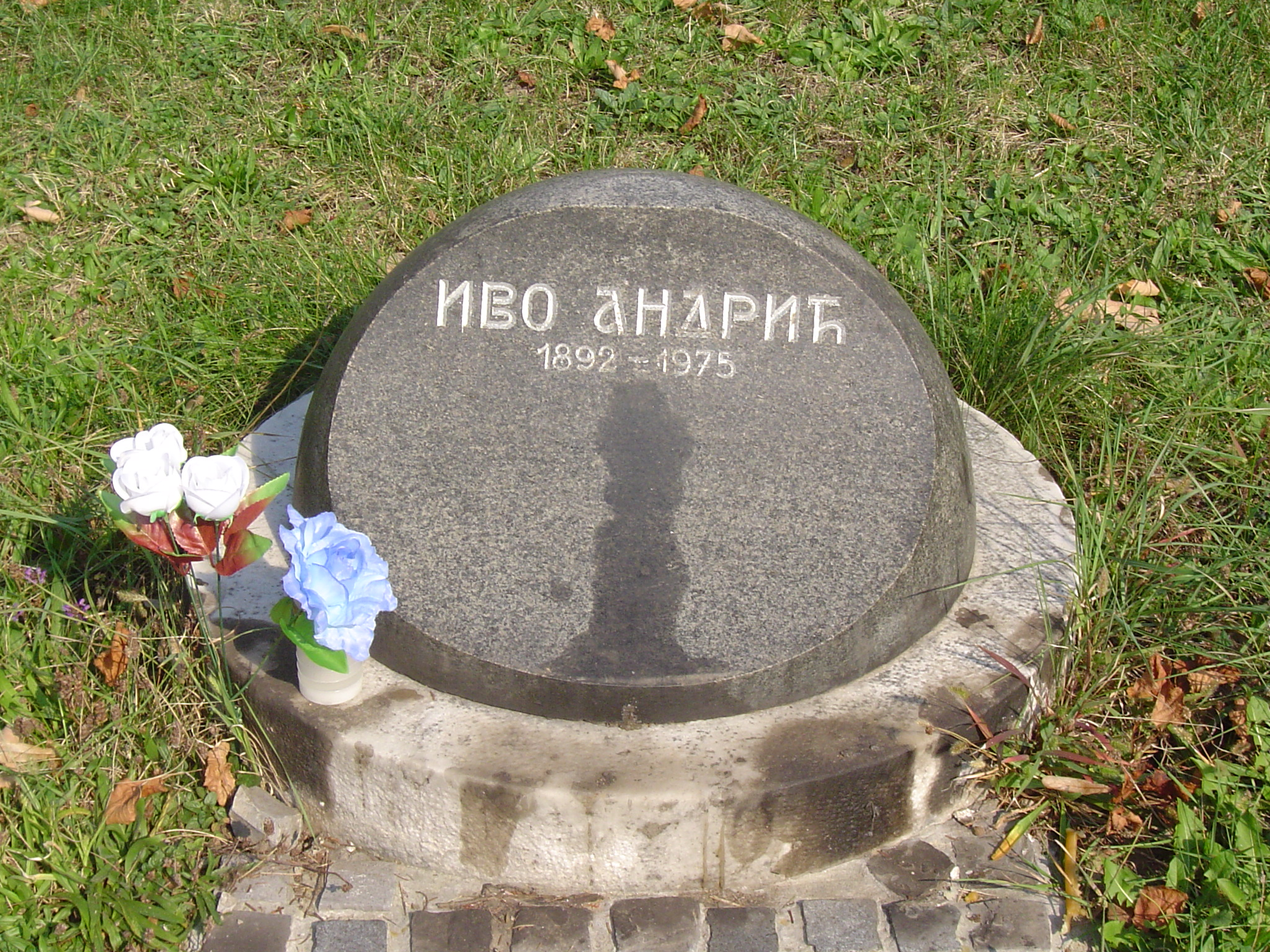
Grab von Ivo Andrić
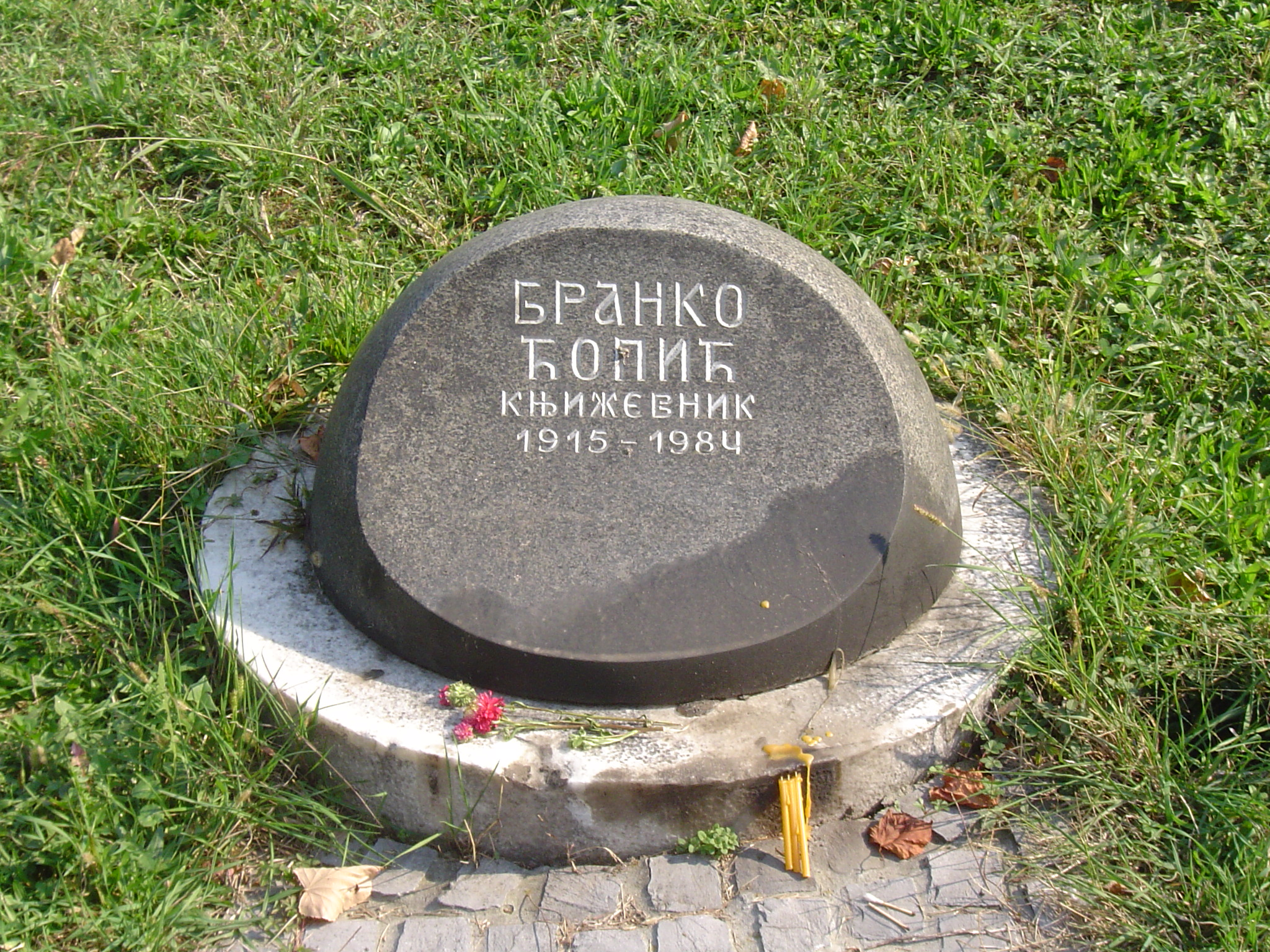
Grab von Branko Ćopić
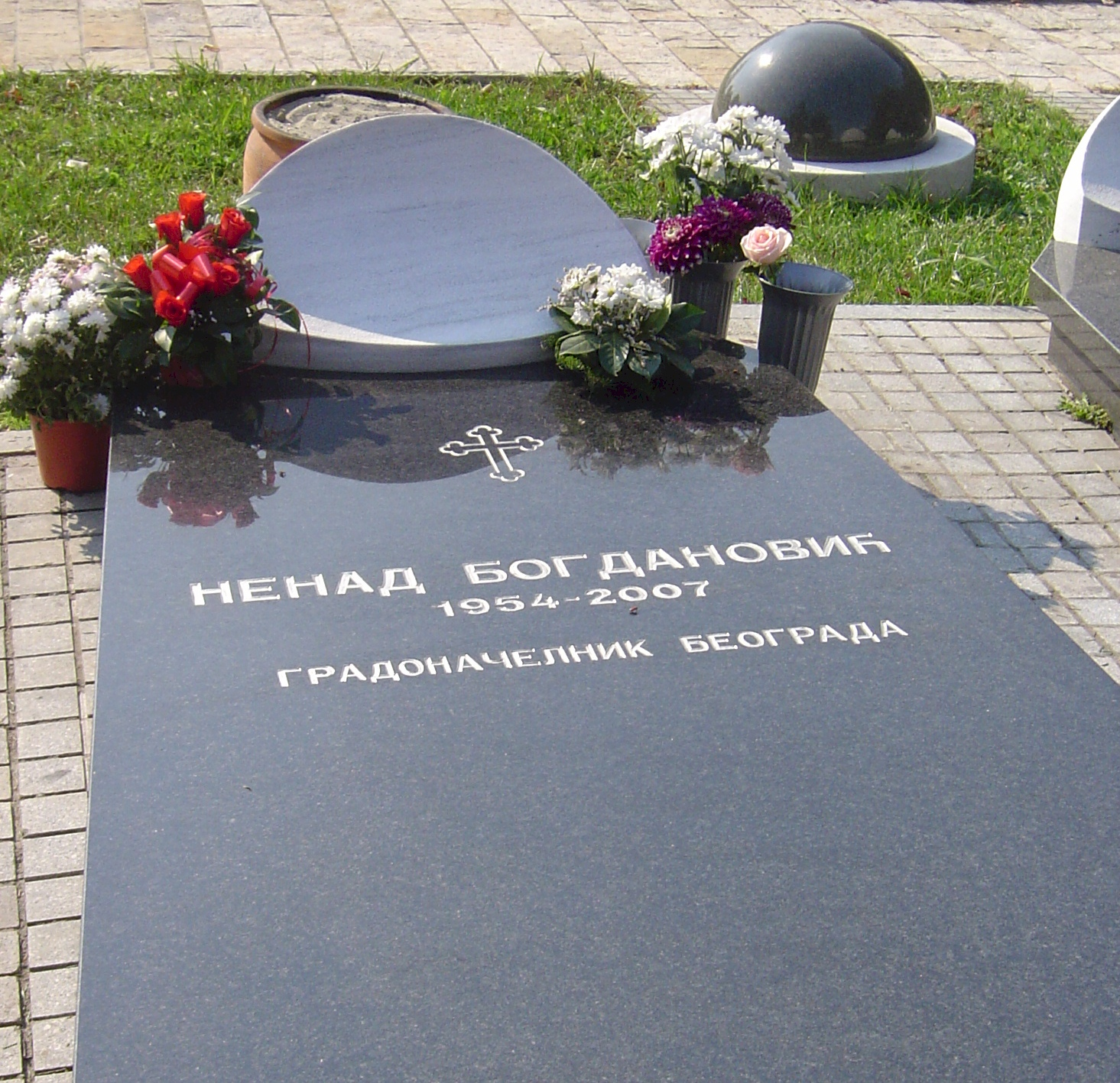
Grab von Nenad Bogdanović

### Friedhof der Befreier Belgrads
Der Friedhof der Befreier Belgrads (Гробље ослободилаца Београда / Groblje oslobodilaca Beograda) ist zwar Teil des Friedhofskomplexes, befindet sich aber auf der anderen (westlichen) Seite der Straße, gegenüber dem Hauptteil des Neuen Belgrader Friedhofs. [12] Hier befinden sich die Gräber von 2.944 Soldaten der Nationalen Befreiungsarmee und 961 Soldaten der Roten Armee sowie das Massengrab von 1.381 Soldaten der Nationalen Befreiungsarmee und 711 Soldaten der Roten Armee, die während der Belgrader Offensive gefallen sind.

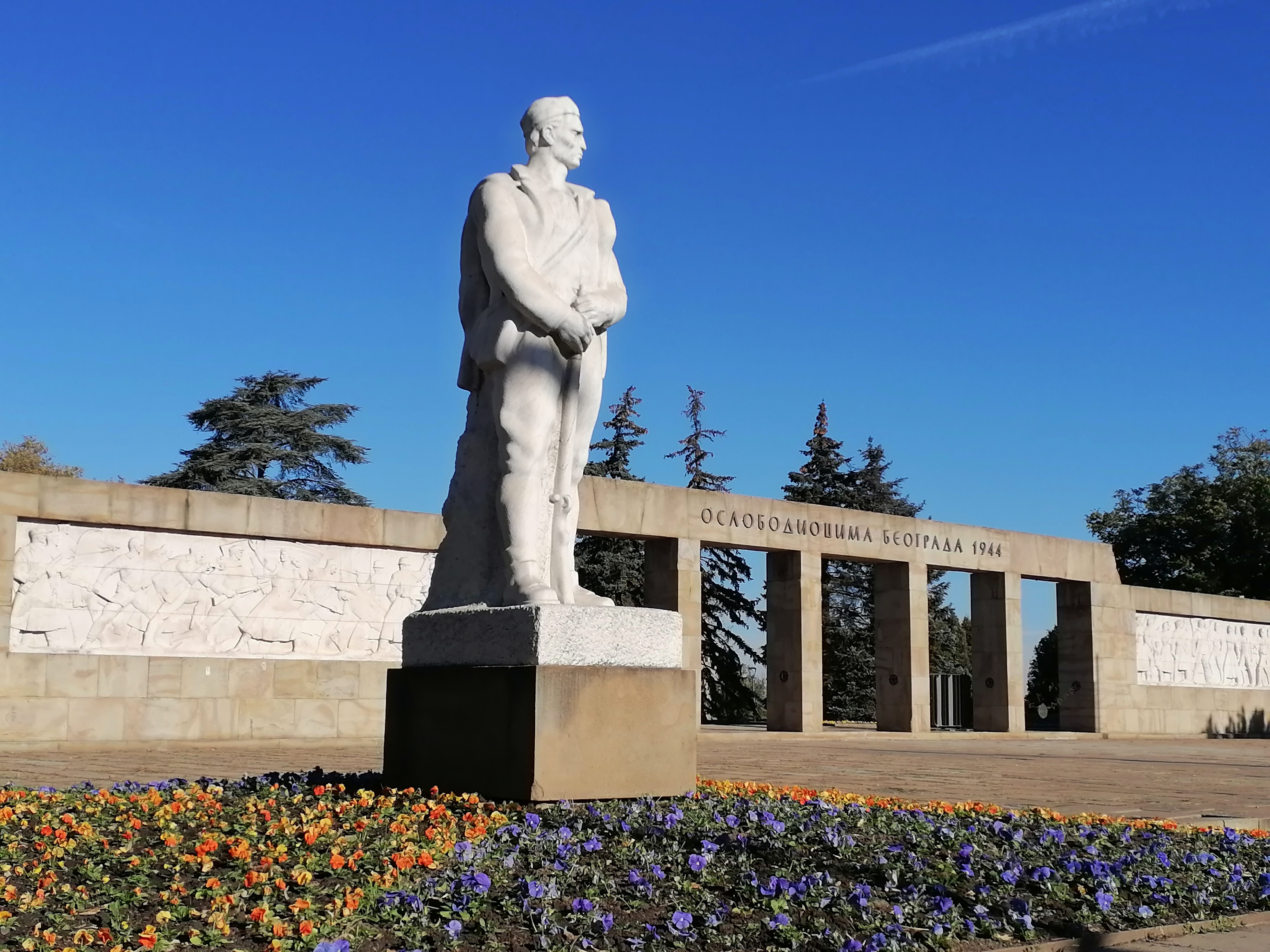
Denkmal für die Befreier Belgrads und Eingang zum Heldenfriedhof

#### Geschichte
Während der Belgrader Operation, bei der die Partisanen und die Rote Armee am 20. Oktober 1944 die deutschen Besatzer aus Belgrad vertrieben, wurden 24 Panzerfahrer der Roten Armee getötet. Am 23. Oktober 1944 zog ein Trauerzug mit 24 Panzern vom Slavija-Platz zum Platz der Republik, wo die Gefallenen beigesetzt wurden. Im Jahr 1954 wurden die Krypta und das Denkmal sowie die sterblichen Überreste aller anderen Soldaten auf den Neuen Friedhof von Belgrad verlegt, und es entstand der Friedhof der Belgrader Befreier. Er wurde am 20. Oktober 1954 anlässlich des zehnten Jahrestags der Befreiung Belgrads eingeweiht, und die Gestaltung der Anlage wurde zum Vorbild für zahlreiche andere Gedenkstätten in Jugoslawien.